# Stone Music Entertainment
Stone Music Entertainment (kor. 스톤뮤직 엔터테인먼트) – południowokoreańska agencja rozrywkowa należąca do działu CJ E&M firmy CJ ENM. Firma działa jako wytwórnia płytowa, agencja talentów, firma produkująca muzykę, zarządzająca wydarzeniami, organizator koncertów, wydawnictwo muzyczne i inwestor.
Firma zarządza takimi artystami jak Kim Min-jae, Kim Feel, Davichi, Roy Kim, Son Ho-young.

## Historia
Firma została założona jako Mediopia w maju 1993 roku, a następnie zmieniła nazwę na Mediopia Technology w czerwcu 1994 roku; była producentem i dystrybutorem urządzeń elektronicznych.
W lipcu 2006 roku największym udziałowcem stał się CJ Group, a firma została zarejestrowana jako jej filia. Firma później stała się częścią CJ Media. We wrześniu firma została ponownie założona jako Mnet Media, po połączeniu z GM Agency, MaxMP3 i ID Icheon Entertainment.
W styczniu 2007 roku firma założyła firmę rozrywkową Core Contents Media, na czele której stanął producent Kim Kwang-soo. W maju CJ Music została połączona z Mnet Media, działającą branży dystrybucji i nadawania muzyki.
W styczniu 2011 roku Mnet Media zostało połączone z CJ E&M i przemianowane na CJ E&M Music. Po połączeniu firma została wycofana z KOSDAQ w marcu 2011 roku.
W grudniu 2013 roku CJ E&M Music nabyła 19% akcji Jellyfish Entertainment. W marcu 2014 roku wprowadzono system wytwórni CJ E&M, do którego weszły Jellyfish Entertainment, The Music Works, MMO Entertainment i 1877 Entertainment. W kwietniu CJ E&M Music uruchomiła joint venture z japońską firmą Victor Entertainment, pod nową nazwą CJ Victor Entertainment, a we wrześniu przejęła B2M Entertainment.
W październiku 2015 roku CJ E&M Music podpisała umowę partnerską z wytwórnią hip-hopową Hi-Lite Records, a w styczniu 2016 roku podpisała umowę partnerską z wytwórnią hip-hopową AOMG.
W 2017 roku CJ E&M Music założyła nową wytwórnię o nazwie Stone Music Entertainment. Wytwórnia rozpoczęła produkcję muzyki dla artystów należących do CJ E&M Music, takich jak Wanna One, Davichi i JBJ, oraz zwycięską grupą Idol School – fromis 9.
W sierpniu 2017 roku CJ E&M Music utworzyło spółkę joint venture High Up Entertainment z zespołem producentów Black Eyed Pilseung. W tym samym czasie CJ E&M nabyła dodatkowe 32% akcji Jellyfish Entertainment, stając się tym samym największym akcjonariuszem wytwórni z 51% udziałem. W listopadzie firma nabyła Amoeba Culture.
W kwietniu 2018 roku firma Stone Music Entertainment została oficjalnie zarejestrowana, a CJ E&M zostało włączone później w maju 2018 roku. W czerwcu firma Stone Music Entertainment założyła ekskluzywną markę Swing Entertainment, której celem było zarządzanie Wanna One, po tym jak kontrakt zespołu z YMC Entertainment.
We wrześniu firma założyła ekskluzywną markę Off The Record Entertainment, której celem było zarządzanie zwycięskimi zespołami programów Produce 48 i Idol School – IZ*ONE i fromis_9.
20 kwietnia 2021 roku Sport Kyunghang ogłosił, że firma CJ ENM złożyła wniosek o zamknięcie Stone Music Entertainment 8 kwietnia. Według informacji, CJ ENM oświadczyła, że „pracuje nad reorganizacją swoich podrzędnych wytwórni w celu zwiększenia wydajności”.

## Artyści
Wake One Entertainment (wcześniej MMO Entertainment)
- Davichi
- Roy Kim
- Mia (od 2019)
- Jo Yu-ri
- Ha Hyun-sang (Hoppipolla)
- TO1
- Song Soo-woo

### Niezależni artyści
LM Entertainment
- Yoon Ji-sung

Swing Entertainment
- Kim Jae-hwan
- Natty
- Kim Young-heum
- Xani
- A.C.E (współzarządzany z Beat Interactive)

Studio Blu
- Truedy
- $ammy

### Byli artyści
- Bubble Sisters (2003–2005)
- Hong Jin-young (2006–2008)
- Kim Jong-kook
- SWAN (2007–2008)
- Lee Hyori (2006–2010)
- Ock Joo-hyun
- Yangpa
- Busker Busker (2012)
- TimeZ (wspólnie z Super Jet Entertainment)
- Yoo Seung-woo (2012–2015) (zarządzane przez podwytwórnię UK Muzik)
- Park Jae-jung (2013–2015)
- Jung Joon-young (2013–2016)
- JJY Band (2015–2016)
- I.O.I (2016–2017) (wspólnie z YMC Entertainment)
- Spica (2012–2017) (wspólnie z B2M Entertainment)
- Emma Wu (2016–2017)
- Kevin Oh (2017)
- JBJ (2017–2018) (wspólnie z Fave Entertainment)
- Wanna One (2017–2019) (wspólnie ze Swing Entertainment)
- Lee Seok-hoon (2015–2019)
- X1 (2019–2020) (wspólnie ze Swing Entertainment)
- IN2IT (2017–2020) (współzarządzany z MMO Entertainment)
- Heize (2017–2020) (wspólnie ze Studio Blu)
- Kim Min-jae
- fromis_9 (2017–2021)
- Kim Feel
- Hoons (wspólnie z FRON+DESK)
- Son Ho-young
- SG Wannabe
- IZ*ONE (2018–2021) (Off The Record Entertainment i Swing Entertainment)
- Eric Nam
- Ash-B
- TSUN